# 伊比利亞板塊

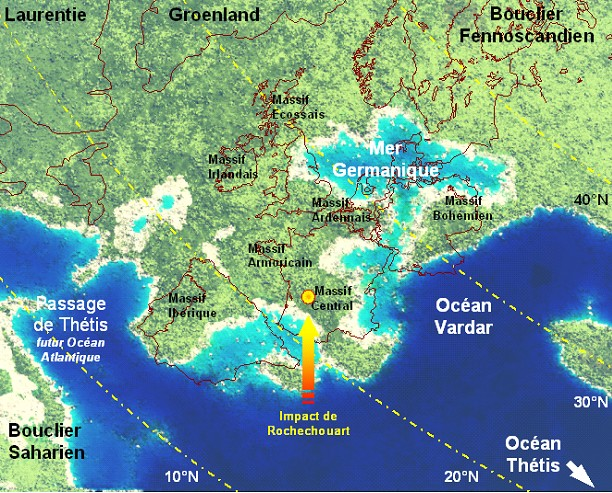
220 Ma，晚三叠世欧亚美大陆诺利期，法语。翻译：劳伦大陆、格陵兰、波罗的地盾、撒哈拉地盾、伊比利亚板块、爱尔兰板块、苏格兰板块、法国中央高原、阿摩里卡丘陵、L' Ardenne、波西米亚地块、罗什舒阿尔陨石坑和特提斯洋。

欧洲海西造山运动的主要结构和地区。

伊比利亚板块不仅包含伊比利亚半岛，还形成了科西嘉岛、撒丁岛、巴利阿里群岛、布里扬松地块。今日的伊比利亚板块是欧亚板块的一部分。

## 新生代
伊比利亚板块产生于650–550Ma新元古代末的卡多米造山运动，发生于冈瓦纳大陆的边缘，包含中伊比利亚板块、奥萨-莫雷纳板块、南葡萄牙板块等岛弧的碰撞和增生。这三个板块自那时起从未彻底分开过(López-Guijarro et al. 2008)。

## 中生代
非洲在晚侏罗世开始向东移动，形成皮埃蒙特-利古里亚洋。与此相关的下沉产生了东部的巨厚沉积物和西班牙中部下拉区的部分沉积残留。东部的张裂分两个阶段，较早的从晚二叠世持续到三叠世，较晚的从晚侏罗世持续到早白垩世。
在南部，形成于晚三叠世和里阿斯世浅海的碳酸盐、碎屑沉积形成了一个陆棚，并在托阿尔期(早侏罗世190Ma)张裂，活跃期大约持续到160Ma。这一热力下沉一直持续到中生代结束，将北美洲与非洲分离的断裂带形成了一个转换带(Andeweg 2002)。张裂分为三叠纪晚期和侏罗纪早期的两个阶段，包含伊比利亚西缘的扩展和下沉。葡萄牙以西外海的伊比利亚深海平原形成于126Ma。这使得纽芬兰大浅滩与加利西亚浅滩、弗莱明角在约118Ma分开。到110Ma的早白垩世时。张裂也发生于西缘和西北缘。
在盘古大陆内，伊比利亚板块与阿莫里凯地块(法国北部)相连。早白垩世盘古大陆分裂时，比斯开湾在约126Ma左右开始张裂，到85Ma完成，创造出比斯开深海平原，并将伊比利亚板块从特里维廉崖边上剥落。这一时期伊比利亚板块逆时针旋转、与亚欧大陆相连，使利古里亚盆地俯冲到东侧地层上，形成Betic岩层推覆体。85Ma后，大西洋开始在爱尔兰和格陵兰之间张裂，使得比斯开湾的张裂半途而废(Andeweg 2002)。

## 新生代
伊比利亚板块的旋转与比利牛斯山的形成很难确定有关。对纽芬兰大浅滩开始的详细海床航空磁测显示，伊比利亚自晚白垩世至始新世中期都与非洲板块一起运动，生长板块边缘从比斯开湾向西扩展。沿这一边界的运动停止时，出现了一条将国王海槽的扩展与比利牛斯沿线的压缩相连的边界。
自渐新世晚期开始，伊比利亚板块逐渐与欧亚板块合体，欧亚板块和非洲板块的界线位于亚速尔–直布罗陀断裂带。
中新世早期伊比利亚板块的持续旋转再次将其从欧亚大陆上分离下来，创造了连接地中海和大西洋的直布罗陀海峡。伊比利亚板块接着旋转使直布罗陀海峡在约596万年前中新世墨西拿期重新闭合，催生了地中海彻底蒸发殆尽的墨西拿盐度危机(Krijgsman et al. 1996)。

## 伊比利亚地理
伊比利亚半岛的核心地区包含华西力时期的克拉通板块，即所谓伊比利亚地块。其东北部为比利牛斯褶皱带，东南与贝蒂科山脉相连，它们都属于阿尔卑斯带。半岛西缘是大西洋涌出的岩浆形成的大陆边缘。海西褶皱带的东部大部都被中生代和第三纪岩层埋覆，也在伊比利亚山脉和加泰罗尼亚沿海地带露头。

## 书目